# 152-мм гармата Кане
152-мм Гармата Кане («шестидюймовка Кане») — морська, скорострільна гармата середнього калібру. Мала можливість унітарного (патронного) заряджання. Розроблялася в кінці 1880-тих років у Франції під керівництвом інженера Густава Кане та фірмою «Форже е Шантьє Медітеране». Вперше поступила на озброєння флотів 1889, а 1891 прийнята на озброєння російського імператорського флоту. Активно використовувалася у війнах першої половини 20 століття Російською Імперією, СРСР, Фінляндією та іншими сторонами.

## Опис
Можливість скорострільністі гармати (до 10 пострілів за хвилину) забезпечувало застосування унітарного патрона.
Особливості будови гармати Кане:

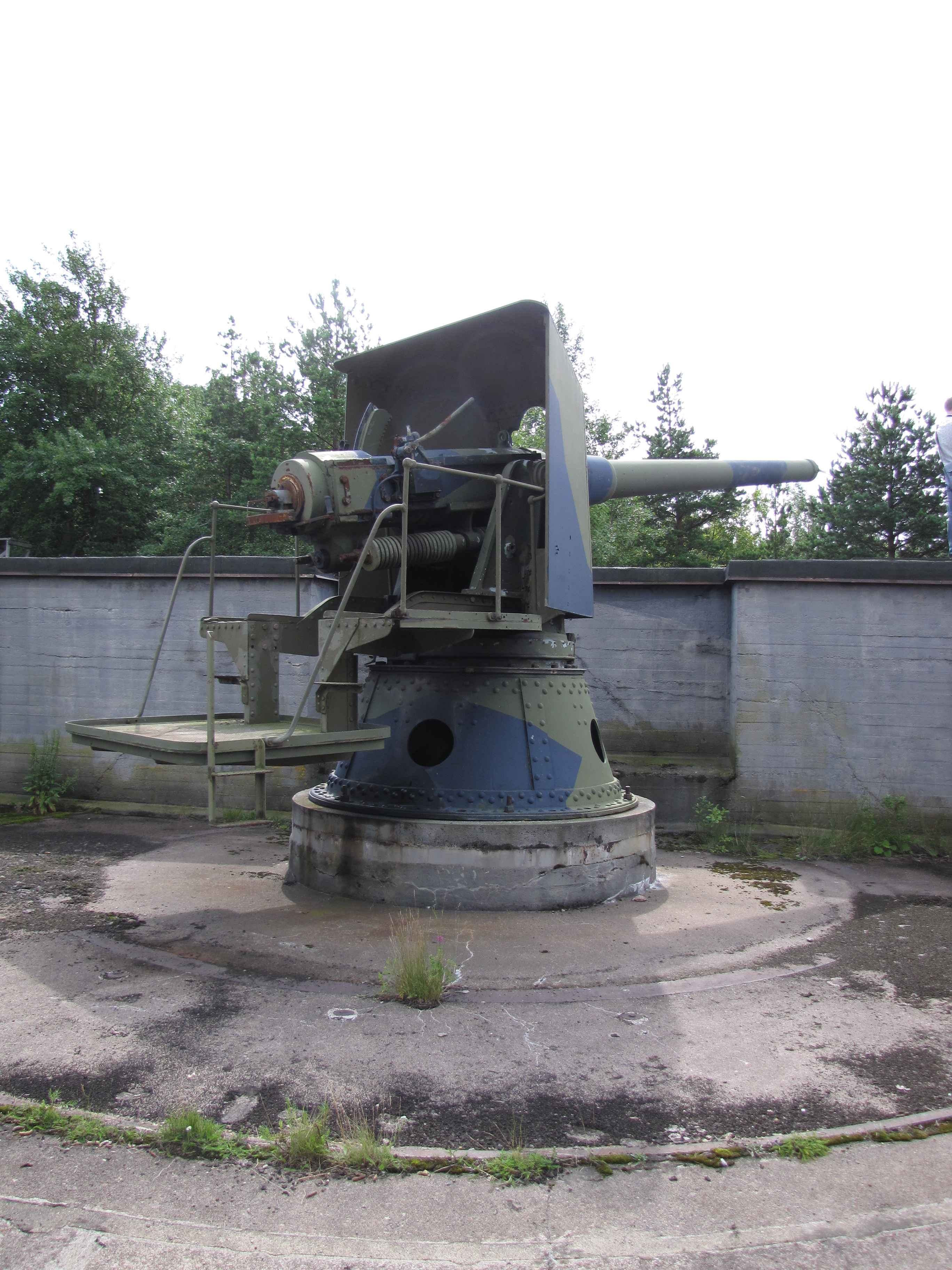
Берегова установка гармати Кане на о. Куівасаарі біля Гельсінкі

1. затвор, для відкриття якого потрібні два прийоми — натискання ручки та поворот рукоятки (перший прийом робиться майже одночасно і разом з другим, тому ці два прийоми можна вважати одним); закриття також робиться в один прийом;
2. патронне заряджання;
3. швидко і легко діють механізми наведення. Вперше була врахована необхідність високої швидкості наведення при веденні вогню по цілях, що швидко рухаються. Механізми наведення у попередніх системах мало відповідали умовам бою навіть при низьких швидкостях руху.

152-мм гармати першої моделі складалися з труби, кожуху та муфти. Довжина ствола 6858 мм. Кожух скріпляв ствол на довжині 3200 мм. Довжина нарізної частини — 5349 мм. Перші партії гармат мали постійну крутість нарізів в 30 калібрів, а наступні — перемінну від 71,95 калібрів до 29,89 калібрів біля дула. Кількість нарізів 38, глибина нарізів 1,00 мм. Затвор поршневий, масою 120—126 кг. Маса сволу із затвором — 5815-6290 кг.
Гармати, скріплені до дула, складалися з труби, трьох скріплюючих циліндрів, кожуху, казенника та двох кілець. Зовнішній вигляд гармати став суттєво відмінним, що вимагало зміни конструкції станків. Маса гармати залишалася такою ж.
У системі булу прийняте гальмо відкочування з рухомим дном оригінальної конструкції.
Система була компактною, зручною для обслуговування. Постріл для унітарного заряджання був надто важким, тому з 1901 року був здійснений перехід на роздільне, для чого була запроваджена гільза, вкорочена на 19,3 мм. На берегових батареях залишалося унітарне заряджання.

## Застосування
Шестидюймовка Кане — основна гармата середнього калібру російського імператорського флоту у 1895—1917 роках.
Станом на 1 квітня 1917 року Чорноморський флот мав 132 152-мм гармати Кане, з них на кораблях 110, в армії 14 та 8 на складах.
На кінець 1917 цими гарматами були озброєні кораблі, що мали увійти в склад українських ВМС: 
| Корабель                                             | Кількість гармат Кане 152-мм |
| Панцерник Св. Іоан Златоуст                          | 12                           |
| Панцерник Св. Єфстафій                               | 12                           |
| Панцерник «Борець за Свободу» (Колишній «Потьомкін») | 16                           |
| Панцерник Три Святителі                              | 14                           |
| Панцерник Ростислав                                  | 8                            |
| Панцерник Синоп                                      | 8                            |
| Панцерник Георгій Побідоносець                       | 14                           |
| Крейсер Гетьман Іван Мазепа                          | 12                           |
| Гідрокрейсер (носій гідролітаків) Прінчіпеса Марія   | 4                            |
| Гідрокрейсер (носій гідролітаків) Румунія            | 4                            |
| Канонірський човен Запорожець                        | 2                            |
| Канонірський човен Донець                            | 2                            |
| Канонірський човен Терець                            | 2                            |

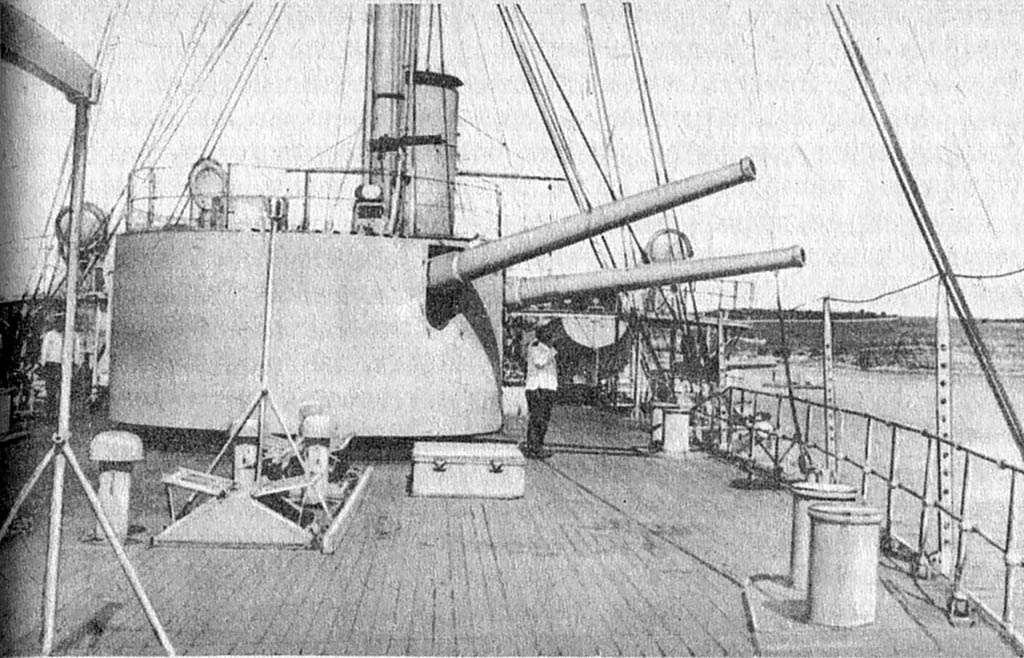
Кормова баштова спарена установка гармат 152-мм Кане на крейсері Гетьман Іван Мазепа

В берегових батареях на 1917 рік на території України в Севастополі було 4 шестидюймові гармати Кане, в Одесі — 2 і Євпаторії — 2 гармати.
В січні 1918 року броненосці «Ростислав» та «Синоп» брали участь у бойових діях проти українських військ на боці більшовиків та «Центрального виконавчого комітету депутатів рад Румунського фронту, Чорноморського флоту і Одеської округи» в районі Одеси. Зокрема, ці кораблі обстрілювали місто — казарми гайдамаків та житлові квартали зі своїх 152-мм гармат Кане. Втрати цивільного населення склали тільки вбитими більше 70 осіб. Це пояснюється безжальним і часто не точним вогнем корабельних гармат по міських кварталах. 
|  | Однак гайдамаки наступали. За цих умов більшовицькому ревкому довелося наказати кораблям флоту відкрити гарматний вогонь по Ланжерону - району, де найбільше зосередження українських підрозділів. Наказ виконали ... "Синоп" і "Ростислав". .. Під гарматним вогнем з кораблів українські підрозділи відступили до своїх казарм. Моряки захопилися бити з важких гармат по всьому місту. Багато снарядів влучало в житлові будинки. |

|  | Від вогню судової артилерії в Одесі було поранено сотні мирних мешканців. |

Надалі, 152-мм гармати Кане активно використовувалися радянськими військами у громадянській війні як з на військових кораблях так і встановлені на потягах та річкових плавзасобах.

Частина гармат дісталася Фінляндії, де їх було модернізовано (шляхом перевертання ствола та механізмів відкочування) і, таким чином, досягнуто більшого куту стрільби, що дало змогу стріляти далі. Більше 300 гармат застосовували у другій світовій війні СРСР та Фінляндією. Після 1945 більшість гармат була списана.